# Samuel Tenney
Samuel Tenney (* 27. November 1748 in Byfield, Essex County, Province of Massachusetts Bay; † 6. Februar 1816 in Exeter, New Hampshire) war ein britisch-amerikanischer Politiker. Von 1800 bis 1807 vertrat er den Bundesstaat New Hampshire im US-Repräsentantenhaus.

## Leben
Samuel Tenney besuchte die Dummer Academy in seinem Geburtsort Byfield. Danach studierte er bis 1772 am Harvard College, der heutigen Harvard University. Für einige Zeit war er als Lehrer in Andover tätig. Nach einem Medizinstudium begann er in Exeter als Arzt zu praktizieren. Während des Unabhängigkeitskrieges war Tenney Militärarzt. Nach dem Ende des Krieges kehrte er nach Exeter zurück, wo er wieder als Arzt arbeitete. 1791 wurde er in die American Academy of Arts and Sciences gewählt.
Tenney wurde auch in der Politik aktiv. Im Jahr 1788 war er Delegierter auf einer Versammlung zur Überarbeitung der Staatsverfassung von New Hampshire. Er wurde Mitglied der von Alexander Hamilton gegründeten Föderalistischen Partei. Von 1793 bis 1800 war er als Nachlassrichter im Rockingham County tätig. Nach dem Rücktritt des Kongressabgeordneten William Gordon gewann er die fällige Nachwahl, die staatsweit ausgetragen wurde, und nahm das dritte Abgeordnetenmandat New Hampshires ab dem 8. Dezember 1800 ein. Nachdem er bei den drei folgenden regulären Wahlen jeweils bestätigt wurde, konnte er bis zum 3. März 1807 im Kongress verbleiben. Ab 1805 hatte er den vierten Abgeordnetensitz seines Staates inne. Tenney war von 1803 bis 1807 Vorsitzender des Committee on Revisal and Unfinished Business. Während seiner Zeit im Kongress wurde durch den vom Präsidenten Thomas Jefferson im Jahr 1803 getätigten Louisiana Purchase das Staatsgebiet der Vereinigten Staaten bedeutend im Westen erweitert. Außerdem wurde im Jahr 1804 der 12. Verfassungszusatz verabschiedet, der die Wahl des Präsidenten bzw. des Vizepräsidenten neu regelte.
Nach dem Ende seiner Zeit im Repräsentantenhaus kehrte Tenney nach Exeter zurück. Dort befasste er sich mit historischen Studien und Forschungen. Zu diesem Thema hat er, auch mit Hilfe seiner Frau Tabitha Gilman, zahlreiche Artikel verfasst. Samuel Tenney starb am 6. Februar 1816 in Exeter und wurde dort auch beigesetzt.